# 데비안 GNU/허드

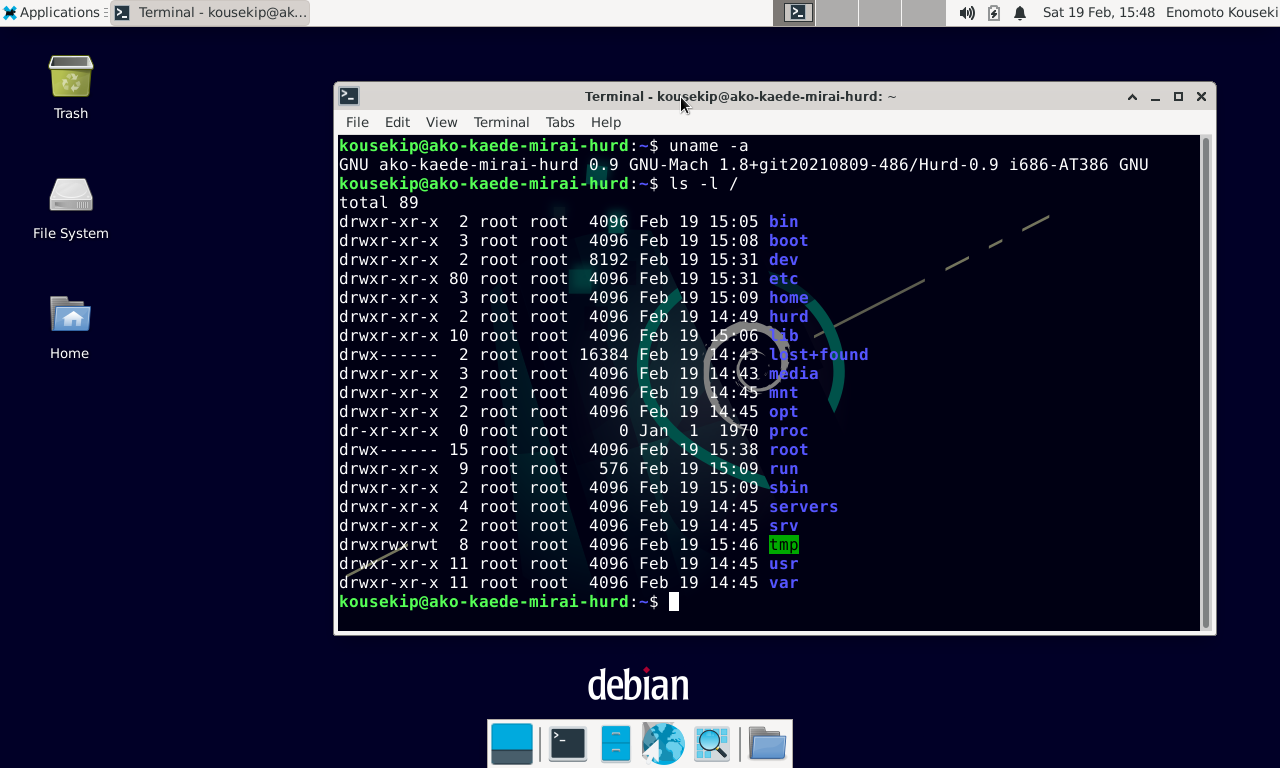

데비안 GNU/허드는 GNU 허드 마이크로커널을 사용하는 GNU 운영 체제 데비안의 배포판이다.
데비안 GNU/허드는 1998년부터 개발되고 있고 GNU 허드에 이식 데비안 GNU / 리눅스를위한 패키지 소프트웨어의 78 %로, 2013년 5월 공식 출시했다. 그러나 허드 자체에 개발여지가 남아 있고, 같은 생산 시스템에 사용하기 위해 준비가되지 않았다.
데비안 사용자의 대부분은 리눅스 (데비안 GNU / 리눅스)보다는 데비안 GNU / 허드와 데비안을 실행한다.
데비안 GNU / 허드 개발자는 데비안의 다음에 있을 더 큰 방출을 위해 2019년7월의 "wheezy" 가 방출되길 바랬다.
그러나 허드는 공식적인 "wheezy"방출 파트가 아니라 GNU/Hurd는 유지되고 더 향상된 비공식 포트로 개선된다.
데비안 GNU / 허드는 설치 CD (공식 데비안 설치 프로그램을 실행) 또는 즉시 실행 가능한 가상 디스크 이미지로 배포된다.
CD는 IA-32 및 x86-64의 PC와 호환하고, IA-32 아키텍처를 사용한다.
데비안 GNU / 허드의 현재 버전은 2019년 7월에 발표됐다.

## 같이 보기
- GNU 허드
- 아치 리눅스
- Hurd variants
- 아치 허드